# Samba Cajú
Samba Cajú és un municipi de la província de Kwanza-Nord. Té una extensió de 2.012 km² i 23.886 habitants. Comprèn les comunes de Samba Cajú i Samba Lucala. Limita al nord amb els municipis de Quiculungo i Ambaca, a l'est amb el de Calandula, al sud amb el de Cacuso, i a l'oest amb els de Lucala i Banga.